# Steef Nieuwendaal
Steef Nieuwendaal (Weert, 29 januari 1986) is een Nederlands voormalig-profvoetballer die bij voorkeur als middenvelder speelde.

## Carrière
Nieuwendaal begon met voetballen bij amateurclub SV Budel, vanwaar hij werd opgenomen in de jeugdopleiding van Willem II. Vanaf het seizoen 2004/05 maakte hij hier geregeld deel uit van het eerste elftal. Hij maakte zijn debuut in de hoofdmacht op 28 januari 2005. Hij verving die dag tijdens een met 4-0 verloren wedstrijd uit bij Roda JC na 59 minuten Iwan Redan. In het seizoen 2005/06 werd Nieuwendaal verhuurd aan toenmalig eerstedivisionist MVV. In het daaropvolgende seizoen keerde hij terug naar Willem II, waar hij nog tot 2009 onder contract bleef staan. Gedurende zijn gehele verblijf bij de club speelde deze in de Eredivisie.
Nieuwendaal verhuisde in 2009 definitief naar FC Den Bosch en in 2011 naar Sparta Rotterdam. Met beide clubs kwam hij uit in de Eerste divisie en speelde hij het grootste deel van de competitiewedstrijden. Daarbij kwalificeerde hij zich met Den Bosch twee keer en met Sparta drie keer voor de nacompetitie voor promotie naar de Eredivisie. Dit mislukte alle vijf de keren.
Na vier seizoenen en meer dan 125 wedstrijden bij Sparta, tekende Nieuwendaal in juni 2015 een contract van 1 juli 2015 tot medio 2017 bij RKC Waalwijk.. Op 12 mei 2017 maakte Nieuwendaal bekend te stoppen met voetbal. Als reden gaf hij op dat hij niet meer tegen kunstgras kan.